# Presa Manuel Ávila Camacho
La presa de Valsequillo, formalmente llamada como «Presa Manuel Ávila Camacho», es una presa de México construida en 1946 que ha formado el cuerpo de agua más grande de Puebla, México. Comprende el área del lago de Valsequillo, en el que confluyen los ríos Atoyac —el río Balsas en el estado de Puebla— y Alseseca. Se localiza al sur del municipio de Puebla, limita al norte con los municipios de Cuautinchán y Tepeaca, al sur con Tzicatlacoyan, al oriente con Mixtla y Santa Isabel Tlanepantla. Al inicio se diseñó con una capacidad máxima de almacenamiento original de 404,5 hm³  y un espejo o área superficial de 200 ha, y fue construida para beneficiar con riego a más de 33 000 ha del distrito de riego 30 "Valsequillo". Actualmente la zona de riego de Atlixco-Izúcar de Matamoros el riego se encuentra restringido debido al alto grado de contaminación del agua en el embalse.
La capacidad de almacenamiento ha disminuido de los originales 404,5 hm³ (1946), a 303 hm³ (1970) y 228 hm³ (1998).
El 2 de febrero de 2012 la «Presa Manuel Ávila Camacho» fue incluida como sitio Ramsar (n.º ref. 2027), protegiendo un área de 23 612 ha. El sitio proporciona refugio a al menos 97 especies de aves migratorias, que representen al menos el 42% de las especies registradas en el sitio. También alberga una amplia variedad de especies de aves, mamíferos y reptiles bajo protección nacional, así como en la Lista Roja de la UICN —arnoldo ventrinegro (Calcarius ornatus).

## Geografía
El área que forma el lago de Valsequillo se encuentra ubicado dentro de la zona neovolcánica de México, en las regiones circundantes predominan las rocas sedimentarias marinas cretácicas, principalmente calizas y lutitas, que forman las sierras de Amozoc-Tepeaca, Tetzoyocan y el Tentzo. Esas sierras recorren de norte a sur quedando en el medio el curso del Atoyac quedando comprendido entre ellas. Hacia el norte van apareciendo lavas andesiticas cenozoicas en diferentes eminencias, terninando como límite con la montaña la Malintzi. Mas retirado, al poniente está, la sierra nevada de la que forma parte el Iztaccíhuatl.
Dentro de la misma región también se encuentran tobas detríticas, arenosas y arcillo arenosas de origen volcánico; depósitos lacustres; depósitos calizos de origen químico, travertinos y onix mexicano (tecali). También aparecen conglomerados formados con clastos de calizas y pedernal y, finalmente, basaltos de conos diseminados en la región.

## Flora

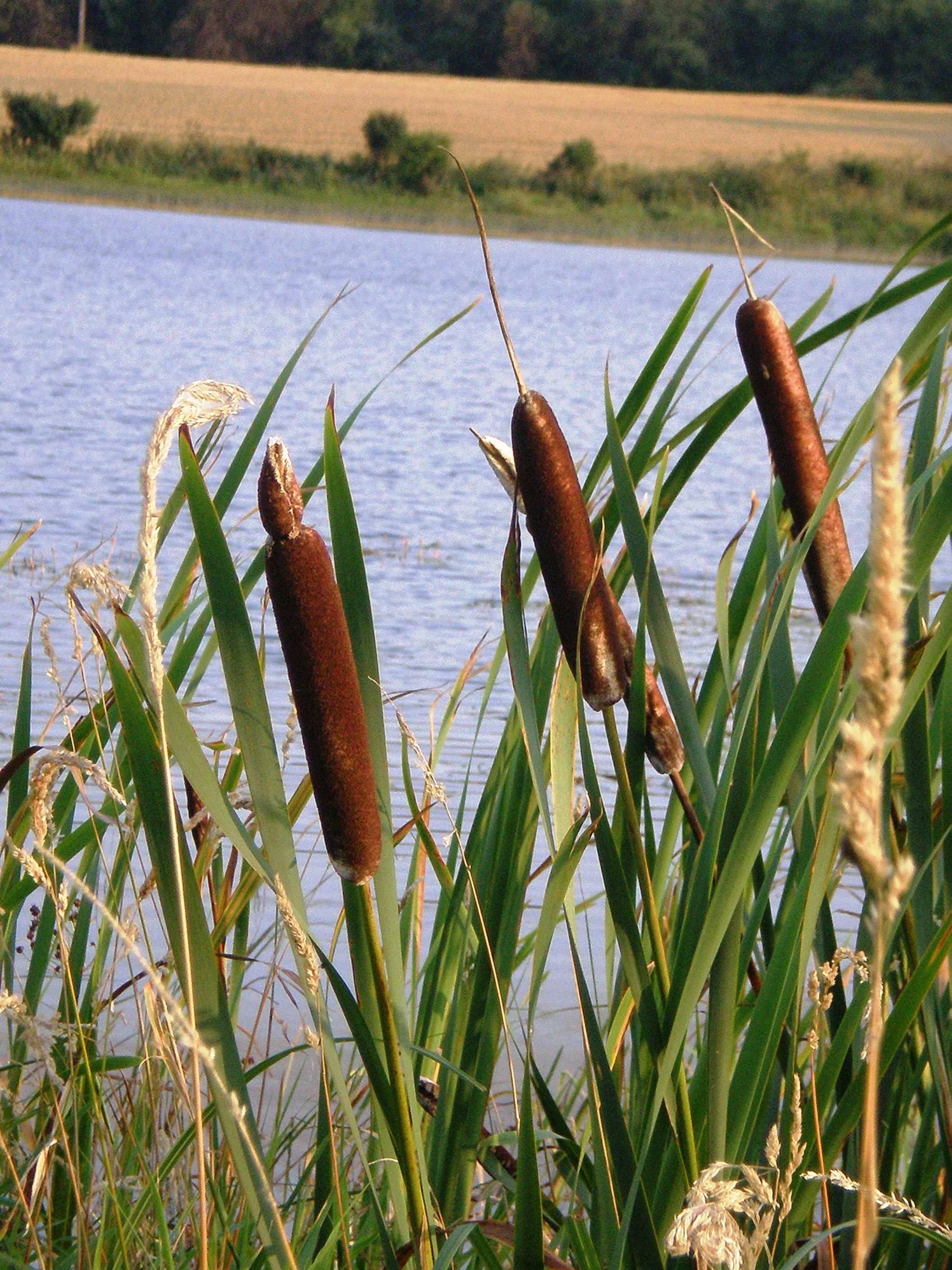
Tular

Dentro del área de la presa de Valsequillo se puede encontrar gran diversidad de flora acuática y terrestre, también vegetación flotante que cubre gran parte de la superficie de la presa. En la presa se ha presentado la desaparición de hábitats y la disminución de la biodiversidad debido al deterioro de la calidad del suelo.
- Flora terrestre nativa

- Bosques de Encinos (Quercus spp.)
- Sabino (Juniperus sp.)
- Mezquite (Prosopis juliflora)
- Huizache (Acacia schaffneri)
- Nopales (Opuntia streptacantha y Opuntia sp)
- Cenicilla (Zaluzania augusta)
- Yuca (Yucca camerosana)
- Palo dulce (Eysenhardtia polystachya)
- Lechuguillas (Agave lechuguilla y Agave asperrina)

- Flora terrestre exotica

- Pirul (Schinus molle)
- Eucalipto (Eucaliptos camaldulensis y E. Globulus)

- Flora acuática nativa

- Trébol de cuatro hojas (Marsilea mexicana)
- Chichicastle (Lemna minor)
- Palmita de agua (Berula erecta)
- Totora (Scirpus americanus)
- Tule (Typha)

- Flora acuática exótica

- Lirio acuático (Eiochhornia crassipes)

## Fauna
La diversidad de vida animal acuática en la presa de Valsequillo se ha visto críticamente reducido al punto de casi desaparecer debido a la alta contaminación presente dentro del cuerpo de agua. En el área que rodea la presa se encuentra gran diversidad de animales terrestres y aves así como especies que han sido introducidas.
- Fauna predominante

- Conejo (Sylvilagus floridanus)
- Ardilla (Spermophilus mexicanus)
- Tlacuache Mexicano (Didelphis virginiana)
- Comadreja (Mustela nivalis)
- Zorrillo (Mephitis macroura)
- Tuza (Geomyidae)
- Pato silvestre
- Grillo
- Gran variedad de aves silvestres

- Especies introducidas

- Rata parda (Rattus rattus)
- Rata negra (Rattus norvegicus)
- Gorrión doméstico (Passer domesticus)
- Paloma común (Columba livia)
- Estornino (Sturnus vulgaris)
- Ratón casero (Mus musculus)
- Garza garrapatera (Bubulcus ibis)

- Fauna acuática

- Carpa común (Cyprinus carpio)
- Tilapia (Tilapia melanopleura )
- Mojarra (Diplodus vulgaris)
- Rana arbícolas común (Hylidae)

## Función de la Presa
La presa Manuel Ávila Camacho (Valsequillo) lleva a cabo el servicio ambiental de depuración y retención de sólidos suspendidos para las cuencas del río Atoyac y río Alseseca en los estados de Puebla y Tlaxcala. La Presa realiza dicho servicio actuando como un vaso de sedimentación en donde recibe una gran cantidad de sólidos suspendidos. Este efecto se favorece por la disminución en la velocidad del agua transportada por los ríos una vez que desembocan en la presa. La presa también ejecuta una tarea depuradora por la retención de metales mayoritarios y traza, este funcionamiento depurador se ve facilitado por presencia de lirio acuático y macrófitas asociadas (biofiltros); debido a que la Presa está dividida de naturalmente por una península ubicada en San Baltazar Tetela, se crea un acceso que divide hidrodinámica e hidroquímicamente el cuerpo de agua, separando la presa en dos cuerpos de agua, este umbral se ha denominado como el Umbral de San Baltazar.

## Contaminación de la presa

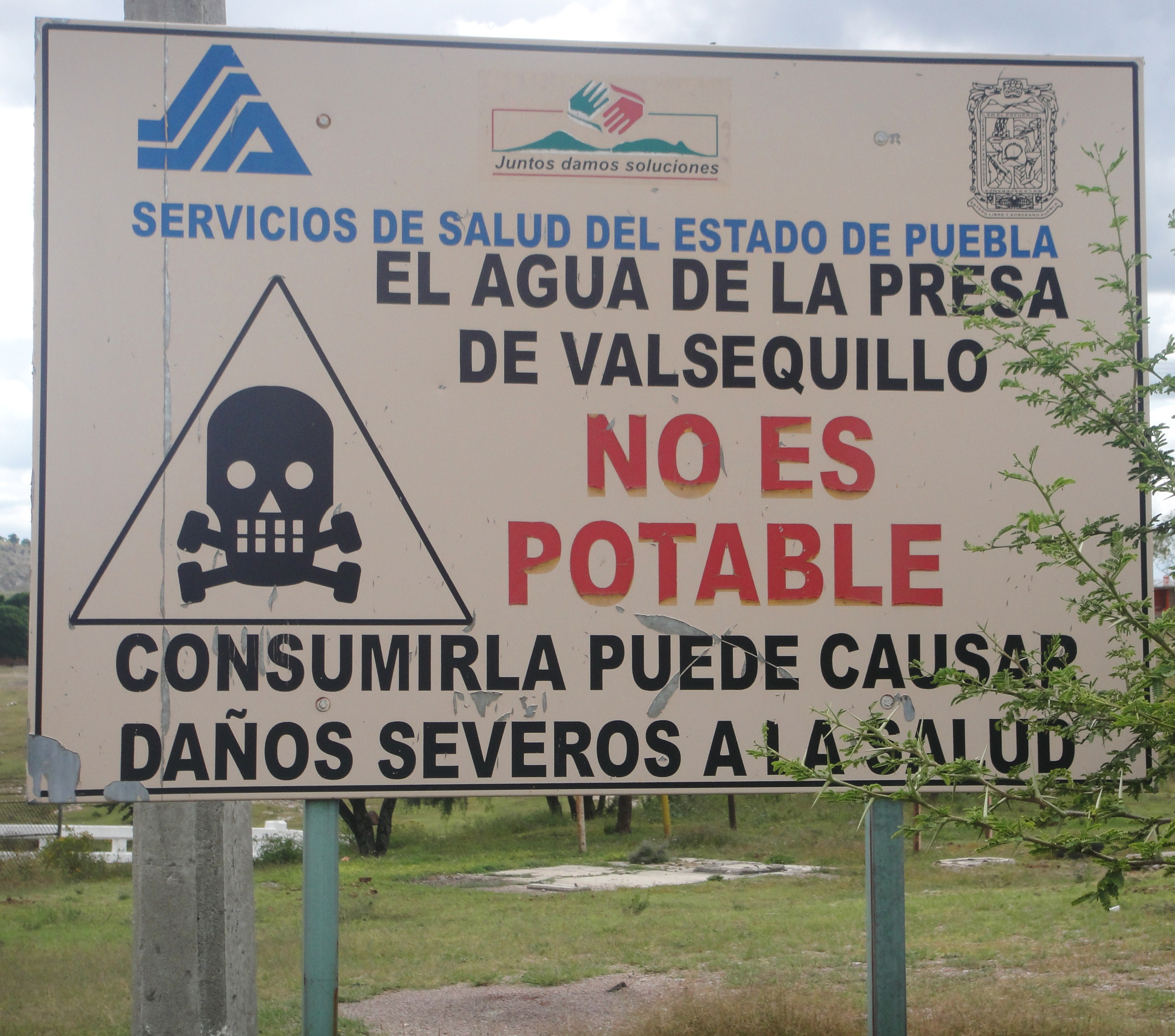
Aviso de precaución

La contaminación en la presa de Valsequillo es generada por los desechos acarreados en los cauces de los ríos río Zahuapan, Atoyac y Alseseca, que a lo largo de su recorrido atraviesan parques industriales y empresas dedicadas principalmente a los sectores: textil, químico, construcción, electromecánica automotriz y petroquímica; de igual forma recibe colectores industriales y municipales. Por lo tanto los ríos listados anteriormente son los principales aportadores de contaminantes a la Presa de Valsequillo con cargas excesivas de aguas residuales de tipo industrial y urbano.
Se considera que el río Atoyac descarga con un caudal medio anual de 6,7 m³/s del cual 1,7 m³/s son aguas residuales (26%), aportando 60 ton/día de contaminantes a la presa, mientras que el río Alseseca aporta a la Presa Manuel Ávila Camacho un caudal medio anual de 0,8 m³/s del cual 0,7 m³/s (88%) corresponden a descargas de alcantarillado sanitario y resulta en 28 ton/día de contaminantes. Otros ríos que contribuyen a la contaminación de la presa son el Zahuapan y el San Francisco, que aportan 8 ton/día y 21 ton/día de contaminantes respectivamente. Debido al nivel de contaminación de la presa está prohibido nadar o tomar de ella ya que no es potable y su ingesta que puede ser muy peligroso para la salud.

### Daños a la salud
A lo largo de los años se han observado altos niveles de contaminación dentro de la presa, el agua no es potable y el consumirla presenta altos grados de riesgo para la salud. A través del tiempo organismos federales, estatales y municipales al igual que universidades y otras entidades no gubernamentales han llevado a cabo investigaciones sobre los efectos de consumir agua de la presa. En la población conocida como José Tejaluca, contigua a la presa, se detectaron niños quienes presentaban niveles elevados de concentración de plomo en la sangre, deficiencias congénitas en manos, pies así como labio leporino y paladar hendido; todo esto a consecuencia de la contaminación del agua dentro de la presa.
A pesar de la contaminación del lago, las personas que habitan alrededor del mismo, continúan utilizando el agua provocando daños irreversibles a su salud.

## Proyecto de recuperación
La presa de Valsequillo muestra niveles de contaminación alarmantes que presentan un riesgo para la flora, fauna y diversidad de la zona por lo que la Semarnat y el gobierno estatal han trabajado de manera coordinada en la cuenca del río Atoyac a través del proyecto de saneamiento de Valsequillo, en el que han invertido conjuntamente entre 2008 y 2010 más de 680 millones de pesos, construyendo 15 plantas de tratamiento. En el transcurso del 2011 se invirtieron cerca de 1200 millones de pesos en la rehabilitación y ampliación de las cuatro plantas de la ciudad de Puebla, para sanear el 90% de las aguas negras que descargan en la presa Valsequillo.

### Parque Bicentenario y Parque Estatal Humedal de Valsequillo
El parque Bicentenario es un espacio de 64 hectáreas que se ubica a la orilla de la presa de Valsequillo, es una reserva destinada a la recuperación de espacios con potencial forestal que con el paso del tiempo pretende ser un importante pulmón para el valle de Puebla. Sus características presentan un clima semiseco, formado por matorrales xerófilos y esta reserva da albergue a gran número de aves endémicas así como refugio a especies migratorias durante todo el año.